# Seznam botanikov po okrajšavi avtorja
Seznam botanikov po okrajšavi avtorja

## A
- Aarons. - Aaron Aaronsohn (1876–1919)
- Abbayes - Henry Nicollon des Abbayes (1898-1974)
- Acuna - Julián Acuna Galé (1900–1973)
- Ach. - Erik Acharius (1757–1819)
- Adams - Johann Friedrich Adam (1780–1838)
- P.B.Adams - P. B. Adams (fl. 1978)
- Adans. - Michel Adanson (1727–1806)
- Aellen - Paul Aellen (1896-1973)
- Afzel. - Adam Afzelius (1750–1837)
- C.Agardh - Carl Adolph Agardh (1785–1859)
- J.Agardh - Jacob Georg Agardh (1813–1901)
- H.E.Ahles - Harry E. Ahles (1924-1981)
- W.T.Aiton - William Townsend Aiton (1766-1849)
- Aiton - William Aiton (1731–1793)
- Akhani - Hossein Akhani (1950-)
- Al-Shehbaz - Ihsan Ali Al-Shehbaz (1939- )
- Alb. - Johannes Baptista von Albertini (1769–1831)
- Alexander - Edward Johnston Alexander (1901-1985)
- E.B.Alexeev - E. B. Alexeev (1946-1976)
- F.Allam. - Frédéric-Louis Allamand (1735–1803)
- Allemao - Francisco Freire Allemao e Cysneiro (1797–1874)
- M.Allemao - Manoel Allemao (?-1863)
- All. - Carlo Allioni (1728–1804)
- Allred - Kelly Allred (1949-)
- Alpino - Prospero Alpino (1553–1617)
- Ames - Oakes Ames (1874-1950)
- Andersson - Nils Johan Andersson (1821-1880)
- Anders. - Edgar Shannon Anderson (1897–1969)
- E.G.Andrews - E. G. Andrews
- Andrews - Henry Charles Andrews  (1794-1830)
- Andrz. - Antoni Lukianowicz Andrezjowski (1785-1868)
- Arcang. - Giovanni Arcangeli (1840-1921)
- Ard. - Pietro Arduino (1728-1805)
- Arn. - George Arnott Walker Arnott (1799-1868)
- Arora - David Arora (1957 -)
- Arráb. - D. Francisco Antonio de Arrábida (1771-1850)
- Arruda - Manoel Arruda da Cámara (1752–1810)
- Arthur - Joseph Charles Arthur (1850-1942)
- Asch. - Paul Friedrich August Ascherson (1834-1913)
- Ashe - William Willard Ashe (1872-1932)
- G.F.Atk. - George Francis Atkinson (1854-1918)
- Aubl. - Jean Baptiste Christophore Fusée Aublet (1720–1778)
- Austin - Coe Finch Austin (1831-1880)
- Avé-Lall. - Julius Léopold Edouard Avé-Lallemont (1803-1867)

## B
- C.Bab. - Churchill Babington (1821–1889)
- Backeb. - Curt Backeberg (1894–1966)
- Baill. - Henri Ernest Baillon (1827–1895)
- F.M.Bailey - Frederick Manson Bailey (1827-1915)
- L.H.Bailey - Liberty Hyde Bailey (1858–1954)
- Baill. - Henri Ernest Baillon (1827-1895)
- Baillon - Louis Antoine Francois Baillon (1778–1851)
- Baker f. - Edmund Gilbert Baker (1864-1949)
- Baker - John Gilbert Baker (1834–1920)
- M.S.Baker - Milo Samuel Baker (1868-1961)
- Baldwin - William Baldwin (1779-1819)
- Balf.f. - Isaac Bayley Balfour (1853–1922)
- Balf. - John Hutton Balfour (1808–1884)
- C.R.Ball - Carleton Roy Ball (1873-1958)
- P.W.Ball - Peter William Ball (1932-)
- P.R.O.Bally - Peter René Oscar Bally (1895-1980)
- Bals.-Criv. - Giuseppe Gabriel Balsamo-Crivelli (1800-1874)
- Banks - Joseph Banks (1743–1820)
- Barb. Rodr. - Joao Barbosa Rodrigues (1842–1909)
- Bard.-Vauc. - Martine Bardot-Vaucoulon (roj. 1948)
- Barneby - Rupert Charles Barneby (1911-2000)
- Barnhart - John Hendley Barnhart (1871-1949)
- Barr - Peter Barr (1826-1909)
- Barratt - Joseph Barratt (1796-1882)
- G.M.Barroso - Graziela Maciel Barroso (1912-2003)
- Barroso - Liberato Joaquim Barroso (1900-1949)
- Bartal. - Biagio Bartalini (1746-1822)
- Bartlett - Harley Harris Bartlett (1886-1960)
- Bartl. - Friedrich Gottlieb Bartling (1798-1875)
- Barton - Benjamin Smith Barton (1766–1815)
- W.P.C.Barton - William Paul Crillon Barton (1786-1856)
- Bartram - John Bartram (1699–1777)
- W.Bartram - William Bartram (1739–1823)
- Bates - Vernon M. Bates (fl. 1984)
- Batsch - August Johann Georg Karl Batsch (1761-1802)
- Batt. - Jules Aimé Battandier (1848-1922)
- C.Bauhin - Gaspard Bauhin (1560–1624)
- J.Bauhin - Johann Bauhin (1541–1613)
- Baumg. - Johann Christian Gottlob Baumgarten (1765-1843)
- R.J.Bayer - Randall James Bayer (1955-)
- Beadle - Chauncey Delos Beadle (1856–1950)
- Bean - William Jackson Bean (1863-1947)
- P.Beauv. - Ambroise Marie François Joseph Palisot de Beauvois (1752-1820)
- Bebb - Michael Schuck Bebb (1833-1895)
- Becc. - Odoardo Beccari (1843–1920)
- Beck - Günther von Mannagetta und Lërchenau Beck (1856–1931)
- Becker - Johannes Becker (1769-1833)
- Bedd. - Richard Henry Beddome (1830–1911)
- Beetle - Alan Ackerman Beetle (1913-2003)
- Bég. - Augusto Béguinot (1875-1940)
- Beitel - Joseph M. Beitel (1952-1991)
- Bellardi - Carlo Antonio Lodovico (1741-1826)
- Beloserky - R. N. Beloserky (fl. 1966)
- Benjamin - Ludwig Benjamin (1825-1848)
- Benn. - John Joseph Bennett (1801-1876)
- Benth. - George Bentham (1800–1884)
- Bentley - Robert Bentley (1821–1893)
- Berg - Ernst von Berg (1782-1855)
- C.C.Berg - Cornelis Christiaan Berg (1934-2012)
- O.Berg - Otto Karl Berg (1815-1866)
- Berger - Ernst Friedrich Berger (1814-1853)
- A.Berger Alwin Berger (1871–1931)
- Bergey - David Hendricks Bergey (1860-1937)
- P.J.Bergius - Peter Jonias Bergius (1730-1790)
- Berk. - Miles Joseph Berkeley (1803–1889)
- Berkhout - Christine Marie Berkhout
- R.Bernal - Rodrigo Bernal (1959-)
- Bernh. - Johann Jacob Bernhardi (1774-1850)
- E.W.Berry - Edward W. Berry (1875–1945)
- Berthel. - Sabin Berthelot (1794–1880)
- Bertol. - Antonio Bertoloni (1775–1869)
- Besser - Wilibald Swibert Joseph Gottlieb von Besser (1784-1842)
- Bessey - Charles Edwin Bessey (1845-1915)
- Bews - John William Bews (1884-1938)
- Beyr. - Heinrich Karl Beyrich (1796-1834)
- Bickn. - Eugene Pintard Bicknell (1859-1925)
- M.Bieb. - Friedrich August Marschall von Bieberstein (1768-1826)
- Biehler - Johann Friedrich Theodor (~1785-1850)
- Bigelow - Jacob Bigelow (1787-1879)
- Biv. - Antonius de Bivoni-Bernardi (1774-1837)
- J.M.Black - John McConnell Black (1855-1951)
- S.T.Blake - Stanley Thatcher Blake
- S.F.Blake - Sidney Fay Blake (1892-1959)
- Blake - Joseph Blake (1814-1888)
- Blanch. - William Henry Blanchard (1850-1922)
- Blanco - Francisco Manuel Blanco (1778-1845)
- Blasdell - Robert Ferris Blasdell (1929-1996)
- Blomq. - Hugo Leander Blomquist (1888-1964)
- Bluff - Mathias Joseph Bluff (1805-1837)
- Blume - Carl Ludwig Blume (1789–1862)
- H.Bock - Hieronymus Bock (1498–1554)
- Boeck - Johann Otto Boeckeler (1803-1899)
- Boehm. - Georg Rudolf Boehmer (1723-1803)
- Boiss. - Pierre Edmond Boissier (1810–1885)
- Boiteau - Pierre L. Boiteau (1911–1980)
- B.Boivin - Joseph Robert Bernard Boivin (1916-1985)
- Bolle - Carl Bolle (1821-1909)
- Bong - August Gustav Heinrich von Bongard (1786–1839)
- Bonpl. - Aimé Jacques Alexandre Bonpland (1773–1858)
- Boott - Francis M. B. Boott (1792-1863)
- Borbás - Vinczé von Borbás (1844-1905)
- Boreau - Alexandre Boreau (1803-1875)
- Borhidi - Atilla Borhidi (1932-)
- Boriss. - Antonina Georgievna Borissova (1903–1970)
- Borkh. - Moritz Balthasar Borkhausen (1760-1806)
- Bornm. - Joseph Friedrich Nicolaus Bornmüller (1862-1948)
- Börner - Carl Julius Bernhard Börner (1880-1953)
- Borrer - William J. Borrer (1781-1862)
- Borss.-Waalk. - Jan van Borssum Waalkes (1922-1985)
- Bory - Jean Baptiste Bory de Saint-Vincent (1780–1846)
- Bosc - Louis Augustin Guillaume Bosc (1759–1828)
- Boucher - Jules Arman Guillaume Boucher de Crevecouer (1757-1844)
- Brack. - Willian Dunlop Brackenridge (1810-1893)
- Brainerd - Ezra Brainerd (1844-1924)
- Brandao - Mitzi Brandao
- Brandegee - Townshend Stith Brandegee (1843–1925)
- Brandenburg - D. M. Brandenburg (fl. 1991)
- Brandis - Dietrich Brandis (1824-1907)
- Branner - John C. Branner (fl. 1888)
- A.Braun - Alexander Karl Heinrich Braun (1805-1877)
- A.Braun - Addison Brown (1830-1913)
- E.L.Braun - Emma Lucy Braun (1889-1971)
- Brenan - John Patrick Micklethwait Brenan (1917–1985)
- Brenckle - Jacob Frederic Brenckle (1875-1958)
- W.H.Brewer - William Henry Brewer (1828–1910)
- Bright - John Bright (botanik) (1872-1952)
- Britten - James Britten (1846-1924)
- Britt. - Nathaniel Lord Britton (1859–1934)
- Britton - Nathaniel Lord Britton (1859–1934)
- Bromhead - Edward Ffrench Bromhead (1789-1855)
- Brongn. - Adolphe Theodore Brongniart (1801–1876)
- Al.Brongn. - Alexandre Brongniart (1770–1847)
- Brooker - Ian Brooker (1934-2016)
- Brooks - Cecil Joslin Brooks (1875-1953)
- Brooks - Ralph Edward Brooks (1950-)
- Broome - Christopher Edmund Broome (1812-1886)
- Brot. - Felix de Silva Avellar Brotero (1744-1828)
- Brouillet - Luc Brouillet (1954-)
- Broun - Maurice Broun (1906-1979)
- Brouss - Pierre Marie Auguste Broussonet (1761–1807)
- N.E.Br. - Nicholas Edward Brown (1849–1934)
- R.Br. - Robert Brown (botanik) (1773–1858)
- P.Browne - Patrick Browne (1720-1790)
- Bruijn - Ary Johannes De Bruijn (1811-1896)
- Brummitt - Richard Kenneth Brummitt (1937-2013)
- Brunet - Louis-Ovide Brunet (1826–1876)
- Bruyns - Peter Vincent Bruyns (1957-)
- Buch.-Ham. - Francis Buchanan-Hamilton (1762–1829)
- Buchenau - Franz Georg Philipp Buchenau (1831-1906)
- W.R.Buck - William Russell Buck (1950-)
- Buckland - William Buckland (1784–1856)
- Buckley - Samuel Botsford Buckley (1809-1884)
- Buddle - Adam Buddle (1662-1715)
- Bunge - Alexander Andrejewitsch von Bunge (1803-1890)
- Burbank - Luther Burbank (1849–1926)
- Burb. - Frederick William Burbidge
- N.T.Burb. - Nancy Tyson Burbidge
- Burdet - Hervé Maurice Burdet (1939-)
- Bureau - Louis Édouard Bureau (1830-1918)
- Burgess - Edward Sandford Burgess (1855-1928)
- Burm. - Johannes Burman (1707-1779)
- Burm.f. - Nicolaas Laurens Burman (1734-1793)
- Burret - Max Burret (1883-1964)
- Burrill - Thomas Jonathan Burrill (1839-1916)
- Bush - Benjamin Franklin Bush (1858-1937)
- Butler - Edwin John Butler (1874-1943)
- Buxb - Franz Buxbaum (1900–1979)

## C
- Cabrera - Angel Lulio Cabrera (1908-1999)
- Calder - James Alexander Calder (botanik) (1915-1990)
- Caley - George Caley (1770-1829)
- Cambage - Richard Hind Cambage (1859-1928)
- Cambess. - Jacques Cambessedes (1799-1863)
- Camp - Wendell Holmes Camp (1904-1963)
- Cambp. - Douglas Houghton Campbell (1859-1953)
- A.Camus - Aimée Antoinette Camus (1879-1965)
- Canby - William Marriott Canby (1831-1904)
- Capuron - René Paul Raymond Capuron (1921-1971)
- J.Carey - John Carey (1797-1880)
- Caro - José Aristide Caro (1919-1985)
- Carriere  - Elie-Abel Carriere (1818–1896)
- Carruth. - William Carruthers (botanik) (1830-1922)
- S.Carter  - Susan Carter Holmes (1933-)
- Carver - George Washington Carver (1864-1943)
- Casp. - Johann Xaver Robert (1818-1887)
- Cass. - Alexandre Henri Gabriel de Cassini (1781-1832)
- Cav. - Antonio José Cavanilles (1745-1804)
- Cavara - Fridiano Cavara (1857-1929)
- Celak. - Ladislav Josef Celakovsky (1834-1902)
- Cerv. - Vicente de Cervantes (1755-1829)
- Ces. - Vincenzo de Cesati (1806–1883)
- Cesalpino - Andrea Cesalpino (1519-1603)
- Cham. - Adelbert von Chamisso (1781-1838)
- Chapm. - Alvan Wentworth Chapman (1809-1899)
- Chase - Mary Agnes Chase (1869-1963)
- Châtel. - Jean Jacques Châtelain (1736-1822)
- Chaub. - Louis Athanase Chaubard (1785–1854)
- W.C.Cheng - Wan Chun Cheng (1904-1983)
- A.Chev. - Auguste Jean Baptiste Chevalier (1873-1956)
- Chiov. - Emilio Chiovenda (1871-1941)
- Chodat - Robert Hippolyte Chodat (1865-1934)
- Choisy - Jacques Denys Choisy (1799–1859)
- C.Chr. - Carl Frederick Albert Christensen (1872-1942)
- T.A.Chr. - Tyge Ahrengot Christensen (1918-1996)
- G.L.Church - George Lyle Church (1903–2003)
- Clairv. - Joseph Philippe de Clairville (1742-1830)
- A.R.Clapham - Arthur Roy Clapham (1904-1990)
- C.A.Clark - Carolyn A. Clark (fl. 1979)
- C.B.Clarke - Charles Baron Clarke (1832-1906)
- Claus - Karl Ernst Claus (1796-1894)
- R.T.Clausen - Robert Theodore Clausen (1911-1981)
- Clus. - Charles de l'Écluse  (1526-1609)
- Clute - Willard Nelson Clute (1869-1950)
- Cogn. - Alfred Cogniaux (1841-1916)
- Colebr. - Henry Thomas Colebrooke (1765-1837)
- Colla - Luigi Aloysius Colla (1766–1848)
- Collad. - Louis Théodore Frederic Colladon (1792-1862)
- Collinson - Peter Collinson FRS
- Comm. - Philibert Commerçon
- Conrad - Solomon White Conrad (1779-1831)
- Constance - Lincoln Constance (1909-2001)
- O.F.Cook - Orator F. Cook
- Cooke - Mordecai Cubitt Cooke
- Cookson - Isabel Clifton Cookson
- Cooperr. - Tom Smith Cooperrider (1927-2021)
- Correll - Donovan Stewart Correll (1908-1983)
- Cory - Victor Louis Cory (1880-1964)
- Coss. - Ernest Saint-Charles Cosson (1819-1889)
- J.M.Coult. - John Merle Coulter (1851-1928)
- Coult. - Thomas Coulter (1793-1843)
- Coville - Frederick Vernon Coville (1867-1937)
- Cranfill - Raimond Cranfill (fl.1981)
- Crantz - Heinrich Johann Nepomuk von Crantz
- Crép. - Francois Crépin (1830-1903)
- Crins - William J. Crins (1955-)
- Croizat - Léon Camille Marius Croizat
- Cronquist - Arthur John Cronquist (1919-1992)
- A.Cunn. - Allan Cunningham (botanik)
- M.A.Curtis - Moses Ashley Curtis (1808-1872)
- W.Curtis - William Curtis (1746-1799)
- W.M.Curtis - Winifred Mary Curtis
- Czern. - Vassilii Matveievitch Czernajew

## D
- Dahl - Anders Dahl
- Dahlst. - Gustav Adolf Hugo Dahlstedt (1856-1934)
- G.Dahlgren - Gertrud Dahlgren (1931-2009)
- R.Dahlgren - Rolf Martin Theodor Dahlgren (1932-1987)
- Dandy - James Edgar Dandy (1903-1976)
- Darl. - S.J.Darbyshire (1953-)
- Daubs - Edwin Horace Daubs (fl.1965)
- Daveau - Jules Alexandre Daveau (1852-1929)
- Davenp. - George Edward Davenport (1833-1907)
- David - Armand David
- A.DC. - Alphonse Louis Pierre Pyrame de Candolle
- C.DC. - Anne Casimir Pyrame de Candolle
- DC. - A. P. de Candolle
- Decne. - Joseph Decaisne
- De Bary - Anton de Bary
- De Puydt - Paul Émile de Puydt
- De Vis - Charles Walter De Vis (1829–1915)
- De Vriese - Willem Hendrik De Vriese (1806-1862)
- de Wet - Johannes Martenis Jacob de Wet (1927-2009)
- De Wild. - Émile Auguste(e) Joseph De Wildeman
- Decne. - Joseph Decaisne (1807-1882)
- O.Deg. - Otto Degener (1899-1988)
- Delahoussaye - ? Delahoussaye (?)
- Delavay - Pierre Jean Marie Delavay
- Deless. - Jules Paul Benjamin Delessert
- Denis - Marcel Denis (1897–1929)
- Desf. - René Louiche Desfontaines
- N.H.F.Desp. - Narcisse Henri François Desportes (1776-1856)
- Desr. - Louis Auguste Joseph Desrousseaux (1753-1838)
- Desv. - Nicaise Auguste Desvaux
- Dewey - Chester Dewey (1784-1867)
- Dewey - Lyster Hoxie Dewey
- Diels - Friedrich Ludwig Emil Diels (1874-1945)
- A.Dietr. - Albert Gottfried Dietrich (1795-1856)
- D.Dietr. - David Nathaniel Dietrich (1799-1888)
- Dill. - Johann Jacob Dillenius (1684-1747)
- Dode - Louis-Albert Dode (1875-1943)
- Dodoens - Rembert Dodoens
- Döll - Johann Christoph Döll (1808-1885)
- Doweld - Alexander Borissovitch Doweld (1973-)
- D.Don - David Don (1799-1841)
- G.Don - George Don (1798-1856)
- Donn - James Donn
- Donn.Sm. - John Donnell Smith (1829-1928)
- Douglas - David Douglas (1798-1834)
- Dowell - Philip Dowell (1864-1936)
- Drake - Emmanuel Drake del Castillo
- Druce - George Claridge Druce (1850-1932)
- Drude - Carl Georg Oscar Drude (1852-1933)
- J.Drumm. - James Drummond (1784–1863)
- Dryand. - Jonas Carlsson Dryander (1748-1810)
- Du Roi - Johnann Philipp Du Roi (1741-1785)
- Duby - Jean Étienne Duby (1798-1885)
- Duchesne - Antoine Nicolas Duchesne (1747-1827)
- Ducke - Adolpho Ducke (1876-1959)
- Dufr. - Pierre Dufresne (1786-1836)
- Dulac - Joseph Dulac (1827-1897)
- Dum.Cours. - Georges Louis Marie Dumont de Courset (1746-1824)
- Dumort. - Barthélemy Charles Joseph Dumortier (1797-1878)
- Dunal - Michel Felix Dunal (1789-1856)
- Dunn - Stephen Troyte Dunn (1868-1938)
- Durand - Ernest Armand Durand (1872-1910)
- T.Durand - Théophile Alexis Durand (1855-1912)
- Durazz. - Antonio Durazz (fl.1772)
- Durieu - Michel Charles Durieu de Maisonneuve (1796-1878)
- Dyal - Sarah Creecie Dyal (1907-1993)

## E
- Eames - Edwin Hubert Eames (1865-1948)
- A.J.Eames - Arthur Johnson Eames (1881-1969)
- Earle - Franklin Sumner Earle
- Eaton - Amos Eaton (1776-1842)
- A.A.Eaton - Alvah Augustus Eaton (1865-1908)
- D.C.Eaton - Daniel Cady Eaton (1834-1895)
- H.H.Eaton - Hezekiah Hulbert Eaton (1809-1832)
- Eckl. - Christian Friedrich Ecklon
- Eddy - Caspar Wistar Eddy (1790-1828)
- Eggl. - Willard Webster Eggleston (1863-1935)
- Ehrenb. - Christian Gottfried Ehrenberg
- Ehrend. - Friedrich Ehrendorfer (1927-2023)
- Ehrh. - Jakob Friedrich Ehrhart (1742-1795)
- Eichler - August Wilhelm Eichler
- Eichw. - Karl Eichwald
- Eig - Alexander Eig (1894-1938)
- Elliott - Stephen Elliott (botanik) (1771-1830)
- Emory - William Hemsley Emory
- Endl. - Stephan Friedrich Ladislaus Endlicher (1804-1849)
- Engel - Franz Engel
- Engelm. - Georg Engelmann (1809-1884)
- Engl. - Heinrich Gustav Adolf Engler (1844-1930)
- Epling - Carl Clawson Epling (1894-1968)
- Erdman - Kimball Stewart Erdman (1937- 2012?)
- Eschsch. - Johann Friedrich von Eschscholtz
- Ettingsh. - Constantin von Ettingshausen
- Ewart - Alfred James Ewart (1872-1937)

## F
- Falc. - Hugh Falconer
- D.Fairchild - David Fairchild
- Farw. - Oliver Atkins Farwell (1867-1944)
- Fassett - Norman Carter Fassett (1900-1954)
- Fee - Antoine Laurent Apollinaire Fee (1789-1874)
- Fenzl - Edouard Fenzl (1808-1879)
- Fern. - Merritt Lyndon Fernald (1873-1950)
- Ferry - René Joseph Justin Ferry
- Fieber - Franz Xaver Fieber (1807-1872)
- Fiori - Adriano Fiori (1865-1950)
- Fisch. - Friedrich Ernst Ludwig von Fischer (1782-1854)
- Flüggé - Johannes Flüggé (1775-1816)
- Focke - Wilhelm Olbers Focke (1834-1922)
- Forbes - John Forbes (1799-1823)
- Forssk. - Peter Forsskal (1732–1763)
- G.Forst. - Georg Forster
- J.R.Forst. - Johann Reinhold Forster
- T.F.Forst. - Thomas Furley Forster (1761-1825)
- Fortune - Robert Fortune
- Fosberg - Francis Raymond Fosberg (1908-1993)
- Foug. - Auguste Denis Fougeroux de Bandaroy (1732-1789)
- Fourc. - Henry George Fourcade
- E.Fourn. - Eugene Pierre Nicolas Fournier (1824-1884)
- Fr. - Elias Magnus Fries (1794-1878)
- R.E.Fr. - Robert Elias Fries (1876–1966)
- Franch. - Adrien René Franchet (1834-1900)
- Freckmann - Robert W. Freckmann (1939-)
- Fresen - G. Fresen
- Friedl - T. Friedl
- Fritsch - Karl Fritsch (1864-1934)
- Friv. - Imre Frivaldszky
- Frém. - John C. Frémont
- Froel. - Joseph Aloys von Froelich (1766-1841)
- L.K.Fu - Li-kuo Fu (1934-)
- H.P.Fuchs - Hans Peter Fuchs (1928-1999)
- L.Fuchs - Leonhart Fuchs

## G
- Gaertn. - Joseph Gaertner (1732-1791)
- P.Gaertn. - Philipp Gottfried Gaertner (1754-1825)
- Gagnep. - François Gagnepain
- Gale - Shirley Gale (1915-2008)
- Galushko - Anatol I. Galushko (1926-1993)
- Gamble - James Sykes Gamble (1847-1925)
- Garcke - Christian August Friedrich Garcke
- Gandhi - Kancheepuram N. Gandhi (1948-)
- Gardner - George Gardner
- C.A.Gardner - Charles Austin Gardner (1896-1970)
- Gatt. - Augustin Gattinger (1825-1903)
- Gaudich. - Charles Gaudichaud-Beaupré
- J.Gay - Jacques Étienne Gay (1786-1864)
- Genev. - Léon Gaston Genevier
- Gentry - Howard Scott Gentry
- J.L.Gentry - Johnnie Lee Gentry (1939-)
- J.Gerard - John Gerard (1545-1612)
- Gesner - (Gesnerus) Conrad Gessner
- Geyer - Carl Andreas Geyer (1809-1853)
- Ghini - Luca Ghini
- Gibbs - Lilian Gibbs
- Gilg - Ernest Friedrich Gilg (1867-1933)
- Gilib. - Jean-Emmanuel Gilibert (1741-1814)
- Gillies - John Gillies (1792-1834)
- Gillis - William Thomas Gillis (1933-1979)
- Gilly - Charles Louis Gilly (1911-1970)
- Gleason - Henry Allan Gleason (1882-1975)
- Gloxin - Benjamin Peter Gloxin (1765-1794)
- C.C.Gmel. - Carl Christian Gmelin (1762-1837)
- J.F.Gmel. - Johann Friedrich Gmelin (1748-1804)
- J.G.Gmel. - Johann Georg Gmelin (1709-1755)
- S.G.Gmel. - Samuel Gottlieb Gmelin (1743/45-1774)
- R.K.Godfrey - Robert Kenneth Godfrey (1911-2000)
- Godr. - Dominique Alexandre Godron (1807-1880)
- Goldberg - Aaron Goldberg (1917-2014)
- Goldie - John Goldie (1793-1886)
- M.Gómez - Manuel Gómez de la Maya y Jiménez (1867-1916)
- Gooden. - Samuel Goodenough (1743-1827)
- Göpp. - Johann Heinrich Robert Göppert (1800-1884)
- Gordon - George Gordon (botanik)
- Gould - Frank Walton Gould (1913-1981)
- Graebn. - Karl Otto Robert Peter Paul Graebner (1871-1933)
- Graham - Robert C. Graham (1786-1845)
- Grande - Loreto Grande (1878-1965)
- Gray - Samuel Frederick Gray (1766-1828)
- A.Gray - Asa Gray (1810-1888)
- Greene - Edward Lee Greene (1843-1915)
- Greenm. - Jesse More Greenman (1867-1951)
- Greenway - Percy James Greenway (1897-1980)
- Gren. - Jean Charles Marie Grenier (1808-1875)
- Greuter - Werner Rodolfo Greuter (roj. 1938)
- Griff. - William Griffith (botanik) (1810-1845)
- Grimm - Johann Friedrich Carl Grimm (1737-1821)
- Gris - Jean Antoine Arthur Gris
- Griscom - Ludlow Griscom (1890-1959)
- Griseb. - August Heinrich Rudolf Grisebach (1814-1879)
- Grolle - Riclef Grolle
- Grossh. - Alexander Alfonsovich Grossheim
- Grudz. - Irina Aleksandrovna Grudzinskaya
- Guillaumin - André Guillaumin (1885–1974)
- Guill. - Jean Baptiste Antoine Guillemin
- Gunckel - Hugo Gunckel (1901-1997)
- Gunnerus - Johann Ernst Gunnerus
- Guss. - Giovanni Gussone (1787–1866)

## H
- Hack. - Eduard Hackel (1850-1926)
- G.E.Haglund - Gustaf Emmanuel Haglund (1900-1955)
- Halácsy - Eugen von Halácsy (1842–1913)
- Ham. - William Hamilton (botanik) (1783-1856)
- A.Ham - Arthur Hamilton (fl. 1832)
- Hance - Henry Fletcher Hance (1827-1886)
- Hand.-Mazz. - Heinrich R.E. Handel-Mazzetti (1882–1940)
- Hara - Kanesuke Hara (1885-1962)
- H.Hara - Hiroshi Hara (1911-1986)
- Harb. - Thomas Grant Harbison (1862-1936)
- Hardin - James Walker Hardin (1929-2024)
- Harms - Hermann Harms (1870–1942)
- Harkn. – H. W. Harkness (1821–1901)
- R.M.Harper - Roland McMillan Harper (1878-1966)
- Hartm. - Carl Johan Hartman (1790-1849)
- Hartw. - Karl Theodor Hartweg (1812–1871)
- Harv. - William Henry Harvey (1811–1866)
- Harvill - Alton McCaleb Harvill, Jr (1916-2008)
- Hassk. - Justus Carl Hasskarl (1811-1894)
- A.Hässl. - Arne Hässler (1904–1952)
- Haufler - Christopher H. Haufler (1950-)
- Hauke - Richard L. Hauke (1930-2017)
- Hauser - Margit Luise Hauser
- Hausskn. - Heinrich Carl Haussknecht (1838-1903)
- Haw. - Adrian Hardy Haworth (1768–1833)
- Hayata - Bunzo Hayata (1874–1934)
- Hayek - August von Hayek (1871–1928)
- Hayne - Friedrich Gottlob Hayne (1763–1832)
- R.R.Haynes - Robert Ralph Haynes (1945)
- H.B.K. ali H.B. & K. - von Humboldt, Bonpland in Kunth
- Hedrick - Ulysses Prentiss Hedrick (1870-1951)
- Hedw. - Johann Hedwig (1730–1799)
- Hegelm. - Christoph Friedrich Hegelmaier (1833-1906)
- Heim - Georg Christoph Heim (1743–1807)
- F.Heim - Frédéric Louis Heim (1869–1962)
- Heist. - Lorenz Heister (1683-1758)
- Heldr. - Theodor Heinrich Hermann von Heldreich (1822–1902)
- A.Heller - Amos Arthur Heller (1867–1944)
- Hellq. - C. Barre Hellquist (1940-)
- Hemsl. - William Botting Hemsley (1843–1924)
- Henrard - Johannes Theodoor Henrard (1881-1974)
- Henry - Louis Henry (1853-1903)
- Hensl. - John Stevens Henslow (1796–1861)
- Hepper - Frank Nigel Hepper (1929-2013)
- Herb. - William Herbert (1778–1847)
- F.J.Herm. - Frederick Joseph Hermann (1906-1987)
- R.A.W.Herrm. - Rudolf Albert Wolfgang Herrmann (1885-?)
- Heybroek - Hans M. Heybroek
- Heynh. - Gustav Heynhold (1800-1860)
- Heywood - Vernon Hilton Heywood (1927-2022)
- A.J.Hill - Albert Joseph Hill (1940-)
- A.W.Hill - Artjur William Hill (1875-1941)
- Hirn - Karl Engelbrecht Hirn (1872–1907)
- Hitchc - Albert Spear Hitchcock (1865-1935)
- C.L.Hitchc. - Charles Leo Hitchcock (1902–1986)
- E.Hitchc. - Edward Hitchcock (1793-1864)
- Hladnik - Franc de Paula Hladnik (1773-1844)
- Hnatiuk - Roger James Hnatiuk (1946-)
- Hochst. - Christian Ferdinand Friedrich Hochstetter (1787–1860)
- Hoehne - Frederico Carlos Hoehne (1882–1959)
- Hoffm. - George Franz Hoffmann (1761-1826)
- K.Hoffm. - Käthe Hoffmann (1883–1931)
- Hoffmanns. - Johann Centurius von Hoffmannsegg (1766–1849)
- Hogg - Thomas Hogg (1777-1855)
- Hohen. - Rudolph Friedrich Hohenacker (1798-1874)
- Hollick - Charles Arthur Hollick (1857-1933)
- A.H.Holmgren - Arthur Hermann Holmgren (1912-1992)
- B.F.Holmgren - Bjorn Frithiofsson Holmgren (1872–1946)
- Holmgren - Hjalmar Josef Holmgren (1822–1885)
- N.H.Holmgren - Noel Herman Holmgren (1937-)
- P.K.Holmgren - Patricia Kern Holmgren (1940-)
- Holub - Josef Ludwig Holub (1930-1999)
- Hook. - William Jackson Hooker (1785–1865)
- Hook.f. - Joseph Dalton Hooker (1817–1911)
- W.Hook. - William Hooker (1779–1832)
- M.Hopkins - Milton Hopkins (1906-1983)
- Hopper - Stephen Hopper (1951-)
- Hornem. - Jens Wilken Hornemann (1770-1841)
- Host - Nicolaus Thomas Host (1761–1834)
- House - Homer Doliver House (1878-1949)
- Houtt. - Maarten Houttuyn (1720-1798)
- Howe - Eliot Calvin Howe (1828-1899)
- Howell - Thomas Jefferson Howell (1842-1912)
- A.W.Howitt - Alfred William Howitt (1830–1908)
- C.E.Hubb. - Charles Edward Hubbard (1900-1980)
- F.T.Hubb. - Frederic Tracy Hubbard (1875-1962)
- Hultén - Oskar Eric Gunnar Hultén (1894-1981)
- Huds. - William Hudson (botanik) (1730–1793)
- Humb. - Alexander von Humboldt (1769-1859)
- Hurus. - Isao Hurusawa (1916-2001)
- Husn. - Pierre Tranquille Husnot (1840-1929)

## I
- Imbach - Emil J. Imbach (1897–1970)
- Irwin - James Bruce Irwin (1921-2012)
- H.S.Irwin - Howard Samuel Irwin (1928-2019)
- Ives - Joseph Christmas Ives (1828-1868)

## J
- B.D.Jacks. - Benjamin Daydon Jackson (1846-1927)
- R.C.Jacks - Raymond Carl Jacks (1928-2008)
- P.S.Wyse Jacks. - Peter Wyse Jackson (1955-)
- Jacq. - Nikolaus Joseph von Jacquin (1727–1817)
- Jacques - Henri Antoine Jacques (1782-1866)
- Janch. - Erwin Emil Alfred Janchen (1882-1970)
- Janse - Johannes Albertus Janse (1911–1977)
- Jefferies - R.L.Jefferies (fl. 1987)
- Jeps. - Willis Linn Jepson (1867-1946)
- Jess. - Karl Friedrich Wilhelm Jessen (1821-1889)
- I.M.Johnst. - Ivan Murray Johnston (1898-1960)
- M.C.Johnston - Marshall Corning Johnston (roj. 1930)
- A.G.Jones - Almut Gutter Jones (1923-2013)
- M.E.Jones - Marcus Eugene Jones (1852-1934)
- S.D.Jones - Stanley D. Jones (fl. 1992)
- Jongkind - Carel Christiaan Hugo Jongkind (roj. 1954)
- Jord. - Claude Thomas Alexis Jordan (1814-1897)
- A.Juss. - Adrien-Henri de Jussieu (1797–1853)
- Ant.Juss. - Antoine de Jussieu (1686–1758)
- Juss. - Antoine Laurent de Jussieu (1748–1836)
- B.Juss. - Bernard de Jussieu (1699–1777)

## K
- Kalm - Pehr Kalm (1716-1779)
- H.Karst - Gustav Karl Wilhelm Hermann Karsten (1817-1908)
- P.Karst - Petter Adolf Karsten (1834–1917)
- Kartesz - John T. Kartesz (fl. 1990)
- Kato - Masahiro Kato (1946-)
- Kearney - Thomas Henry Kearney (1874-1956)
- Keck - David D. Keck
- Keener - Carl Samuel Keener (1931-)
- Keller - Robert Keller (1854-1939)
- Ker. - John Bellenden Ker Gawler
- Ker Gawl. - John Bellenden Ker Gawler (1764–1842)
- Kerguélen - Michel François-Jacques Kerguélen (roj. 1928)
- Killip - Ellsworth Paine Killip
- King - George King (botanik)
- R.M.King - Robert Merrill King (1930-2007)
- Kingdon-Ward - Frank Kingdon-Ward
- Kirk - Thomas Kirk (botanik)
- Kit. - Paul (or Pál) Kitaibel (1757-1817)
- Kjellman - Frans Reinhold Kjellman (1846-1907)
- Klotzsch - Johann Friedrich Klotzsch
- F.M.Knuth - Frederik Marcus Knuth (1904-1970)
- Koch - Johann Friedrich Wilhelm (1759-1831)
- G.Koch - Georg Friedrich Koch (1809-1874)
- K.Koch - Karl Heinrich Emil Koch (botanik) (1809-1879)
- Koehne - Bernhard Adalbert Emil Koehne (1848-1918)
- Koeler - Georg Ludwig Koeler (1765-1807)
- Koenig - Johann Gerhard Koenig
- Koidz. - Gen'ichi Koidzumi (1883-1953)
- Kom. - Vladimir Leontjevich Komarov (1869-1945)
- Korth. - Pieter Willem Korthals
- Kosterm. - André Joseph Guillaume Henri Kostermans
- Kotschy - Carl Georg Theodor Kotschy (1813-1866)
- Krajina - Vladimir Joseph Krajina (1905-1993)
- Kral - Robert Kral (botanik) (1926-)
- Krause - Johann Wilhelm Krause (1764-1842)
- K.Krause - Kurt Krause (1883-1963)
- Krock. - Anton Johann Krocker (1744-1823)
- Krombh. - Julius Vincenz von Krombholz
- Kubitzki - Klaus Kubitzki (1933-2022)
- Kudô - Yushun Kudô (1887-1932)
- Kuhlm. - Joao Geraldo Kuhlmann (1882-1958)
- Kuhn - Friedrich Adalbert Maximilian Kuhn (1842-1894)
- Kuk. - Georg Kükenthal (1864-1955)
- P.Kumm. - Paul Kummer
- Kunth - Carl Sigismund Kunth (1788-1850)
- Kuntze - Carl Ernst Otto Kuntze (1843-1907)
- Kunze - Gustav Kunze (1793-1851)
- Kurz - Wilhelm Sulpiz Kurz (1834-1878)

## L
- L. - Carolus Linnaeus
- L.f. - Carolus Linnaeus the Younger
- L'Her. - Charles Louis L'Heriter de Brutelle (1746-1800)
- Labill. - Jacques Labillardiere
- Laest. - Lars Levi Laestadius
- Lag. - Mariano Lagasca y Segura (1776-1839)
- Lakela - Olga Korhoven Lakela (1890-1980)
- Lam. - Jean-Baptiste Lamarck (1744-1829)
- Lamb. - Aylmer Bourke Lambert (1761-1842)
- Landolt - Elias Landolt (roj. 1926)
- L.R.Landrum - Leslie R. Landrum
- Lange - Johan Martin Christian Lange (1818-1898)
- J.E.Lange - Jakob Emanuel Lange
- K.Larsen - Kai Larsen
- Latourr. - Marc Antoine Louis Claret de Latourrette (1729-1823)
- Lavrent. - Georgios Lavrentiades (1920-?)
- Lawson - George Lawson (botanik) (1827-1895)
- Laxm. - Erich G. Laxmann (1737-1796)
- Leandri - Jacques Désiré Leandri (1903-1982)
- Leavenw. - Melines Conklin Leavenworth (1796-1832)
- Leconte - John (Eatton) Leconte (1784-1860)
- Ledeb. - Carl Friedrich von Ledebour (1785-1851)
- Lehm. - Johann Georg Christian Lehmann (1792–1860)
- Lej. - Alexandre Louis Simon Lejeune (1779-1858)
- Lellinger - David Bruce Lellinger (1937-)
- Lelong - Michel G. Lelong (1932–2020)
- Lem. - Charles Antoine Lemaire (1800–1871)
- Le Maout - Jean Emmanuel Maurice Le Maout (1799-1877)
- Lemoine - (Pierre Louis) Victor Lemoine (1823-1911)
- León - Frere León (Joseph Sylvestre Sauget) (1871–1955)
- J.-F.Leroy - Jean-François Leroy (1915-1999)
- Les - Donald H. Les (1954-)
- Lesch. - Jean Baptiste Leschenault de la Tour (1773-1826)
- Less. - Christian Friedrich Lessing (1809-1862)
- T.Lestib. - Thémistocle Gaspard Lestiboudois (1797-1876)
- H.Lév. - Augustin Abel Hector Léveillé (1863-1918)
- F.H.Lewis - Frank Harlan Lewis (1919-2008)
- Lewis - Meriwether Lewis  (1774-1809)
- Leyss. - Friedrich Wilhelm von Leysser (1731-1815)
- Liais - Emmanuel Liais (1826–1900)
- Liebl. - Franz Kaspar (ali Caspar) Lieblein (1744-1810)
- Liebm. - Frederik Michael Liebmann (1813-1856)
- Lightf. - John Lightfoot FRS (1735-1788)
- Lindau -  Gustav Lindau (1866–1923)
- Lindl. - John Lindley (1799-1865)
- Lindm. - Carl Axel Magnus Lindman (1856-1928)
- Link - Johann Heinrich Friedrich Link (1767-1851)
- Litv. - Dmitrij Ivanovitsch Litvinov (1854-1929)
- F.E.Lloyd - Francis Ernst Lloyd (1868-1947)
- Lodd. - Joachim Conrad Loddiges (1738-1826)
- Lodd. - George Loddiges
- Loefl. - Pehr Loefling (1729-1756)
- Loes. - Ludwig Eduard Theodor Loesener
- Loisel. - Jean Louis August Loiseleur-Deslongchamps
- Lönnrot - Elias Lönnrot
- Löoser - Gualterio Looser Schallemberg
- Lotsy - Johannes Paulus Lotsy (1867-1931)
- Lott - Henry J. Lott (fl. 1938)
- Loudon - John Claudius Loudon (1783-1843)
- Lounsb. - Alice Lounsberry
- Lour. - Joao de Loureiro (1717-1791)
- A.Löve - Askell Löve (1916-1994)
- D.Löve - Doris Benta Maria Löve (1918-2000)
- H.Low - Hugh Low
- Luer - Carlyle A. Luer (1922-2019)
- Lundell - Cyrus Longworth Lundell
- Lunell - Joël Lunell (1851-1920)
- Lye - Kaare Arnstein Lye (1940)
- Lyons - Israel Lyons (1739-1775)

## M
- Ma - Yu Chuan Ma (1916-2008)
- J.F.Macbr. - James Francis Macbride (1892-1976)
- J.M.MacDougal - John M. MacDougal
- Macf. - John Muirhead Macfarlane
- J.MacGill. - John MacGillivray
- Mack. - Kenneth Kent Mackenzie (1877-1934)
- MacMill - Conway MacMillan (1867-1929)
- Macoun - John Macoun
- Magnol - Pierre Magnol
- Magnus - Paul Wilhelm Magnus (1844-1914)
- Maiden - Joseph Maiden
- Makino - Tomitaro Makino (1862-1957)
- Malme - Gustaf Oskar Andersson Malme
- Marchal - Élie Marchal
- Marcks - Brian Marcks (fl. 1974)
- Marloth - Hermann Wilhelm Rudolf Marloth
- Marshall - Humphry Marshall(1722-1801)
- Mart. - Carl Friedrich Philipp von Martius
- M.Martens Martin Martens (1797-1863)
- Martius - Carl Friedrich Philipp von Martius (1794-1868)
- J.Martyn - John Martyn (botanik)
- Masam. - Genkei Masamune
- Masson - Francis Masson
- Mast. - Maxwell T. Masters
- Mathias - Mildred Esther Mathias (1906-1995)
- Mathieu - Charles Marie Joseph (1791-1873)
- Matsum. - Jinzô Matsumura (1856-1928)
- Matt. - Heinrich Gottfried von Mattuschka (1734-1779)
- Mattfl. - Johannes Mattfeld (1895-1951)
- Mattox - Karl R. Mattox (1936-)
- Maxim. - Carl Maximowicz (1827-1891)
- Maxon - William Ralph Maxon (1877-1948)
- E.M.McClint. - Elizabeth May McClintock (1912-2004)
- McCoy - Frederick McCoy (1817-1899)
- T.N.McCoy - Thomas Nevil McCoy (1905–1976)
- McGill. - Donald McGillivray
- McGregor - Ronald Leighton McGregor (1919–2012)
- McKinney - Harold Hall McKinney
- McVaugh - Rogers McVaugh (1909–2009)
- Medik. - Friedrich Kasimir Medikus (1736-1808)
- Meerb. - Nicolaas Meerburgh (1734-1814)
- Meikle - Robert Desmond Meikle
- Meisn. - Carl Daniel Friedrich Meissner (1800-1874)
- Melville - Ronald Melville (1903-1985)
- Melvin - Norman C. Melvin, III (fl. 1975)
- Mendel - Gregor Mendel
- Menezes - Carlos Azevedo de Menezes (1863–1928)
- Menzies - Archibald Menzies
- Mérat. - François Victor Mérat de Vaumartoise (1780-1851)
- Mereschk. - Konstantin Merezhkovsky
- Merr. - Elmer Drew Merrill (1876-1956)
- Mert. - Franz Carl Martens (1764-1831)
- Mett. - Georg Heinrich Mettenius (1823-1866)
- C.A.Mey. - Carl Anton von Meyer (17950-1855)
- E.Mey. - Ernst Heinrich Friedrich Meyer (1791-1858)
- Meyen - Franz Julius Ferdinand Meyen (1804-1840)
- Mez - Carl Christian Mez
- Micheli -  Marc Micheli (1844–1902)
- Miers - John Miers
- Michx. - André Michaux (1746-1803)
- F.Michx. - François Andre Michaux (1770-1855)
- A.G.Mill. - Anthony G. Miller (1951-)
- Mill. - Philip Miller (1691-1771)
- Millsp. - Charles Frederick Millspaugh (1854-1923)
- Milne-Redh. - Edgar Wolston Bertram Handsley Milne-Redhead (1906-1996)
- Miq. - Friedrich Anton Wilhelm Miquel (1811-1871)
- Mirb. - Charles-François Brisseau de Mirbel (1776-1854)
- Mitch. - John Mitchell (1711-1768)
- Moc. - José Mariano Mocino (1757-1820)
- Moestrup - Ojvind Moestrup (1941-)
- Mohl - Hugo von Mohl (1805-1872)
- C.Mohr - Charles Theodor Mohr (1824-1901)
- Möhring - Paul Heinrich Gerhard Möhring (1710-1792)
- Molina - Juan Ignacio Molina (1737-1829)
- Moore - David Moore (1808-1879)
- G.Moore - George Thomas Moore (1871–1956)
- H.E.Moore - Harold Emery Moore (1917-1980)
- S.Moore - Spencer Le Marchant Moore (1850-1931)
- T.Moore - Thomas Moore (1821-1887)
- Moq. - Christian Horace Bénédict Alfred Moquin-Tandon (1804-1863)
- Morison - Robert Morison (1620-1683)
- C.V.Morton - Conrad Vernon Morton (1905-1972)
- F.Muell. - Ferdinand von Mueller (1825-1896)
- Muhl. - Gotthilf Heinrich Ernst Muhlenberg (1753-1815)
- Müll.Arg. - Johannes Müller Argoviensis (1828-1896)
- Münchh. - Otto von Münchhausen (1716-1774)
- Murb. - Svante Samuel Murbeck (1859-1946)
- Mutis - José Celestino Bruno Mutis (1732-1808)

## N
- Nakai - Takenoshin Nakai
- Nash - George Valentine Nash
- Neck. - Noel Martin Joseph de Necker
- Née - Luis Née
- Nees - Christian Gottfried Daniel Nees von Esenbeck
- C.Nelson - Cirilo Nelson (poznan tudi kot Cyril Hardy Nelson Sutherland) (roj. 1938)
- E.C.Nelson - Ernest Charles Nelson
- Nied. - Franz Josef Niedenzu (1857-1937)
- Nodder - Frederick Polydore Nodder
- Noronha - Francisco Noronha
- Nordm. - Alexander von Nordmann
- Norton - John Bitting Smith Norton (1872–1966)
- Nutt. - Thomas Nuttall
- Nägeli - Karl Wilhelm von Nägeli
- Nyár. - Erasmus Julius Nyárády (1881–1966)

## O
- Oerst. - Anders Sandoe Oersted
- Oliv. - Daniel Oliver
- Oudejans - Robertus Cornelis Hilarius Maria Oudejans

## P
- Pall. - Peter Simon Pallas
- Palmer - Edward Palmer (botanik)
- Pančić - Josif Pancic
- Panero - José L. Panero (1959-
- Panz. - Georg Wolfgang Franz Panzer
- Papan. - Konstantinos Papanicolaou (1947-)
- Parl. - Filippo Parlatore
- Parry - Charles Christopher Parry
- Pascher - Adolf Pascher
- Paterson - William Paterson (guverner)
- R.M.Patrick - Ruth Patrick
- Patrin - Eugene Louis Melchior Patrin
- Pav. - José Antonio Pavón
- Pax - Ferdinand Albin Pax
- Peattie - Donald C. Peattie
- Pedersen - Troels Myndel Pedersen (1916–2000)
- Pedley - Leslie Pedley (1930-2018)
- Perleb - Karl Julius Perleb
- E.P.Perrier - Henri Perrier de la Bâthie
- H.Perrier - Joseph Marie Henry Alfred Perrier de la Bâthie
- Perrine - Henry Perrine
- Pers. - Christian Hendrik Persoon (1761-1836)
- Peyr. - Johann Joseph Peyritsch
- Pfeff. - Wilhelm Pfeffer
- Phil. - Rodolfo Amando Philippi
- Pickett - Fermen Layton Pickett
- Pilg. - Robert Knud Friedrich Pilger
- Piper - Charles Vancouver Piper
- Planch. - Jules Émile Planchon
- Plum. - Charles Plumier (1646-1704)
- Poepp. - Eduard Friedrich Poeppig
- Pohl - Johann Baptist Emanuel Pohl
- Poit. - Pierre Antoine Poiteau
- Pollock - James Barklay Pollock
- Prantl - Karl Anton Eugen Prantl (1849-1893)
- J.Presl - Jan Svatopluk Presl
- C.Presl - Karel Presl
- Pringsh. - Nathanael Pringsheim
- Profice - Sheila Regina Profice (1948-)
- Prokh. - Jaroslav Ivanovich Prokhanov
- Prosk. - Johannes Max Proskauer
- L.D.Pryor - Lindsay Pryor
- Pursh - Frederick Traugott Pursh
- Putz. - Jules Putzeys

## R
- Rach - Louis Theodor Rach (1821-1859)
- Radcl.-Sm. - Alan Radcliffe-Smith
- Raddi - Giuseppe Raddi
- Raderm. - Jacob Cornelis Matthieu Radermacher
- Radford - Albert Ernest Radford
- Radlk. - Ludwig Adolph Timotheus Radlkofer (1829-1927)
- Raf. - Constantine Samuel Rafinesque-Schmaltz
- Raoul - Etienne Fiacre Louis Raoul
- Rattan - Volney Rattan
- Rauh - Werner Rauh
- Rauwolff - Leonhard Rauwolf
- Raven - John Earle Raven (1914-1980)
- P.H.Raven - Peter Hamilton Raven (1936-)
- T.E.Raven - Tamra Engelhorn Raven (1945-)
- Ravenna - Pierfelice Ravenna (1938-2022)
- Ray - John Ray
- Razaf. - A. Razafindratsira fl. (1987-)
- Rchb. - Heinrich Gottlieb Ludwig Reichenbach (1793-1879)
- Rchb.f. - Heinrich Gustav Reichenbach
- Rech. - Karl Rechinger (1867–1952)
- Rech.f. - Karl Heinz Rechinger (1906–1998)
- Regel - Eduard August von Regel
- Rehd. - Alfred Rehder
- Reinw. - Caspar Georg Carl Reinwardt
- Reissek - Siegfried Reisseck
- Reveal - James Lauritz Reveal (1941-2015)
- A.Rich. - Achille Richard (1794-1852)
- Rich. - Louis Claude Richard
- Ridl. - Henry Nicholas Ridley
- F.Ritter - Friedrich Ritter
- Rizzini - Carlos Toledo Rizzini (1921-1992)
- H.Rob. - Harold E. Robinson
- Robbr. - Elmar Robbrecht (1946-)
- A.Robyns - Andre Georges Marie Walter Albert Robyns (1935–2003)
- Robyns - Frans Hubert Edouard Arthur Walter Robyns (1901–1986)
- Rock - Joseph Rock
- Barb.Rodr. - Joao Barbosa Rodrigues
- M.Roem. - Max Joseph Roemer
- Röhl. - Johann Christoph Röhling (1757-1813)
- Rohrb. - Paul Rohrbach (1846–1871)
- Romans - Bernard Romans
- Rose - Joseph Nelson Rose
- Rottb. - Christen Friis Rottboll (1727-1797)
- Roth - Albrecht Wilhelm Roth
- Roxb. - William Roxburgh
- Ruiz - Hipólito Ruiz López (1754-1815)
- Rumph. - Georg Eberhard Rumphius
- Rupr. - Franz Josef Ruprecht (1814–1870)

## S
- Sabine - Joseph Sabine
- Sacc. - Pier Andrea Saccardo (1845-1920)
- Sachs - Julius von Sachs
- Santin - Dionete Aparecida Santin
- A.St.-Hil. - Augustin Saint-Hilaire
- E.Salisb. - Edward James Salisbury
- Salisb. - Richard Anthony Salisbury
- Sarg. - Charles Sprague Sargent
- W.Saunders - William Saunders
- Sauss. - Horace-Bénédict de Saussure
- Scharf - Uwe Scharf
- Schauer - Johannes Conrad Schauer
- Schenk - Joseph August Schenk (1815–1891)
- Schleid. - Matthias Jakob Schleiden
- Schltdl. - Diederich Franz Leonhard von Schlechtendal
- Schltr. - Rudolf Schlechter
- Schmalh. - Johannes Theodor Schmalhausen (1849–1894)
- C.K.Schneid. - Camillo Karl Schneider (1876-1951)
- Schott - Heinrich Wilhelm Schott
- Schottky - Ernst Max Schottky
- Schrad. - Heinrich Adolph Schrader
- Schrank - Franz Paula von Schrank
- Schreb. - Johann Christian Daniel von Schreber
- Schult. - Josef August Schultes
- Schult.f. - Julius Hermann Schultes
- Sch.Bip. - Carl Heinrich Bipontinus Schultz
- O.E.Schulz - Otto Eugen Schulz
- Schumach. - Heinrich Christian Friedrich Schumacher
- K.Schum. - Karl Moritz Schumann
- Schust. - Rudolf M. Schuster
- Schwartz - Ernest Justus Schwartz
- Schweik. - Herold Georg Wilhelm Johannes Schweickerdt
- Schweinf. - Georg August Schweinfurth
- Scop. - Giovanni Antonio Scopoli
- D.H.Scott - Dukinfield Henry Scott (1854-1934)
- Secr. - Louis Secretan
- Seem. - Berthold Carl Seemann
- P.Selby - Prideaux John Selby
- Seneb. - Jean Senebier
- Sessé - Martín Sessé y Lacasta
- Seub. - Moritz August Seubert (1818–1878)
- Sharsm. - Carl William Sharsmith (1903-1994)
- H.Sharsm. - Helen Katherine Sharsmith (1905-1982)
- G.Shaw - George Shaw
- Shear - Cornelius Lott Shear
- E.Sheld. - Edmund Perry Sheldon (1869-1947)
- Shipunov - Alexey B. Shipunov (1965-)
- Shiras. - Yasuyoshi Shirasawa (1868-1947)
- Sibth. - John Sibthorp
- Sieb. - Philipp Franz von Siebold
- Sing. - Rolf Singer
- J.C.Siqueira - Josafá Carlos de Siqueira (1953-)
- A.K.Skvortsov - Alexey Konstantinovich Skvortsov (1920-2008)
- Sm. - James Edward Smith
- A.C.Sm. - Albert Charles Smith (1906-1999)
- A.L.Sm.  - Annie Lorrain Smith
- C.A.Sm. - Christo Albertyn Smith
- C.P.Sm. - Charles Piper Smith
- H.G.Sm. - Henry George Smith (1852-1924)
- J.J.Sm. - Johannes Jacobus Smith
- L.B.Sm. - Lyman Bradford Smith
- Small - John Kunkel Small
- Soderstr. - Thomas Robert Soderstrom
- Soegeng - Wertit Soegeng-Reksodihardjo (1935-)
- Sol. - Daniel Solander
- Soler. - Hans Solereder (1860-1920)
- Sond. - Otto Wilhelm Sonder
- Sonn. - Pierre Sonnerat
- A.Soriano - Alberto Soriano (1920-1998)
- Spach - Édouard Spach
- Spellenb. - Richard Spellenberg
- Spreng. - Kurt Sprengel
- Spruce - Richard Spruce
- Stace - Clive Anthony Stace (1938-)
- A.Stahl - Agustín Stahl
- Standl. - Paul Carpenter Standley
- Staudt - Günther Staudt (1926-2008)
- Stebbins - G. Ledyard Stebbins
- Steller - Georg Wilhelm Steller
- Sternb. - Kaspar Maria von Sternberg
- Steud. - Ernst Gottlieb von Steudel
- Steyerm. - Julian Alfred Steyermark
- Strasb. - Eduard Strasburger
- M.T.Strong - Mark Tuthill Strong (1954-)
- Stuchlik - Jaroslav Stuchlik
- Sudw. - George Bishop Sudworth
- Svent. - Eric R. Svensson Sventenius (1910–1973)
- Suess. - Karl Suessenguth
- Sw. - Olof Swartz
- Sweet - Robert Sweet (1783-1835)
- Swingle - Walter Tennyson Swingle

## T
- Takht. - Armen Takhtajan
- Tansley - Arthur Tansley
- Taub. - Paul Hermann Wilhelm Taubert (1862–1897)
- Thell. - Albert Thellung (1881-1928)
- Thomson - Thomas Thomson (1817–1878)
- Thonn. - Peter Thonning
- Thorne - Robert Folger Thorne (1920-2015)
- Thouars - Louis-Marie Aubert du Petit-Thouars
- Thunb. - Carl Peter Thunberg
- Tidestr. - Ivar Frederick Tidestrom
- Tiegh. - Phillippe Édouard Léon van Tieghem (1839-1914)
- Tiling - Heinrich Sylvester Theodor Tiling
- Tod. - Agostino Todaro
- Todzia - Carol Ann Todzia (fl.1986)
- Tolm. - Alexandr Innokentevič Tolmačev (1903-1979)
- Torr. - John Torrey
- Tourn. - Joseph Pitton de Tournefort
- Trad. - John Tradescant the younger
- Trautv. - Ernst Rudolf von Trautvetter
- Trin. - Carl Bernhard von Trinius (1778-1844)
- Triana - José Jéronimo Triana
- Tswett - Mikhail Tsvet
- Tuck. - Edward Tuckerman
- C.Tul. - Charles Tulasne
- Turcz. - Porphir Kiril Nicolai Stepanowitsch Turczaninow
- Turner - Dawson Turner
- B.L.Turner - Billie Lee Turner

## U
- Ule - Ernst Heinrich Georg Ule (1854–1915)
- Urb. - Ignatz Urban (1848–1931)
- Ursch - Eugene Ursch

## V
- Vahl - Martin Vahl
- Vaill. - Sébastien Vaillant (1669-1722)
- Valeton - Theodoric Valeton (1855-1929)
- Vand. - Domenico Vandelli
- Vavilov - Nikolaj Ivanovič Vavilov
- Veill. - Veillard
- Velloso - Joaquim Velloso de Miranda (1733-1815)
- Vell. - José Mariano da Conceiçao Veloso (1742-1811)
- Vickery - Joyce Winifred Vickery (1908-1979)
- Vittad. - Carlo Vittadini
- Viv. - Domenico Viviani (1772–1840)
- Vogel - Julius Rudolph Theodor Vogel

## W
- W.H.Wagner - Warren H. Wagner
- Wahlenb. - Göran Wahlenberg
- Wall. - Nathaniel Wallich
- Walp. - Wilhelm Gerhard Walpers
- Warb. - Otto Warburg (1859-1938)
- Warm. - Johannes Eugenius Bülow Warming (1841–1924)
- S.Wats. - Sereno Watson
- Wawra - Heinrich Wawra von Fernsee
- Webb - Philip Barker Webb
- Wedd. - Hugh Algernon Weddell
- Wege - Juliet Wege
- Weigel - Christian Ehrenfried Weigel
- Weinm. - Johann Anton Weinmann (1782-1858)
- Wells - Bertram Whittier Wells
- Welw. - Friderik Velbič (1806–1872)
- H.Wendl. - Hermann Wendland
- H.L.Wendl. - Heinrich Wendland
- Werderm. - Erich Werdermann
- Weston - Richard Weston (ok. 1733-1806)
- Wettst. - Richard Wettstein
- L.C.Wheeler - Louis Cutter Wheeler (1910–1980)
- Wight - Robert Wight (1796–1872)
- Willd. - Carl Ludwig von Willdenow (1765–1812)
- Wille - Johan Nordal Fischer Wille (1858-1924)
- Willk. - Heinrich Moritz Willkomm
- With. - William Withering
- Wittig - Rüdiger Wittig
- Woods - Joseph Woods Jr. (1776-1864)
- Woodson - Robert Everard Woodson Jr.
- Woolls - William Woolls
- Woronow - Georg Jurij Nikolaewitch Woronow (1874–1931)
- Wraber - Tone Wraber (1938–2010)
- C.Wright - Charles Wright (1811–1885)
- Wydler - Heinrich Wydler (1800–1883)

## Z
- Zanted. - Giovanni Zantedeschi (1773–1846)
- Zeyh. - Karl Ludwig Philipp Zeyher
- Zinn - Johann Gottfried Zinn
- Zoll. - Heinrich Zollinger
- Zucc. - Joseph Gerhard Zuccarini